# (29877) 1999 GL17
(29877) 1999 GL17 (1999 GL17, 1980 YV, 2000 NV2) — астероїд головного поясу, відкритий 15 квітня 1999 року.
Тіссеранів параметр щодо Юпітера — 3,356.